# 葛立恆
葛立恆（1935年10月31日—2020年7月6日）美國數學家，被美国数学学会誉为“近年来全球离散数学快速发展的主要建筑师之一”。他在排程理論、拉姆齐理论、計算幾何學和低差異數列均有建樹。葛立恒于1962年在加州大学伯克利分校获得数学博士学位，生前曾任加州大学圣地牙哥分校计算机科学与工程系教授。他曾经是美国数学学会（AMS）主席、AT&T首席科学家以及國際雜技師協會主席。2003年，葛立恒获得了由AMS颁发的勒羅伊·斯蒂爾終身成就獎。其妻金芳蓉亦是組合數學家。

## 外部連結
- Ronald Graham's special page （页面存档备份，存于），在這頁上可找到其中文名